# Аратинга бразильський
Арати́нга бразильський (Eupsittula aurea) — вид папугоподібних птахів родини папугових (Psittacidae). Мешкає в Південній Америці.

## Опис

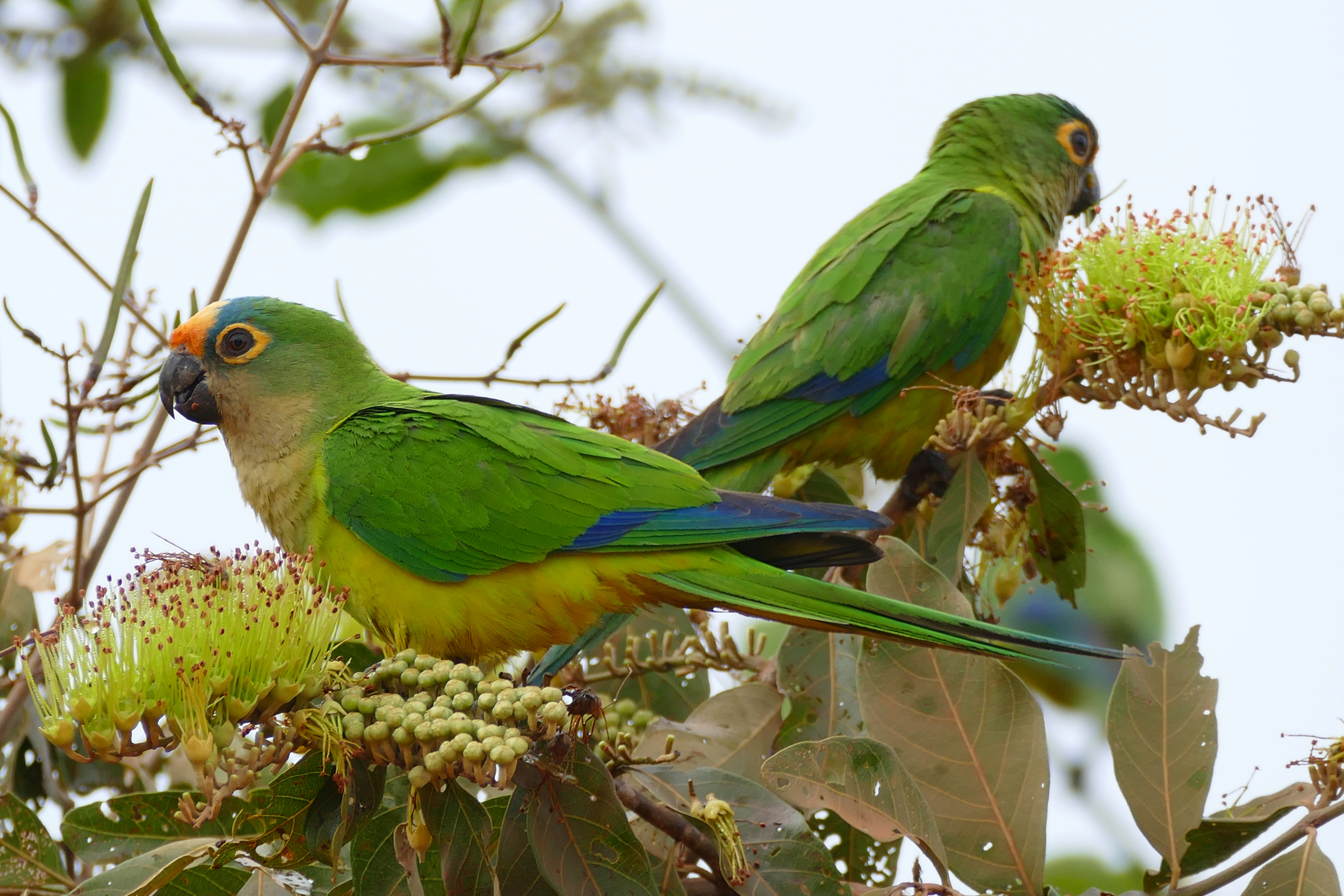
Пара бразильських арантинг (штат Мату-Гросу, Бразилія)

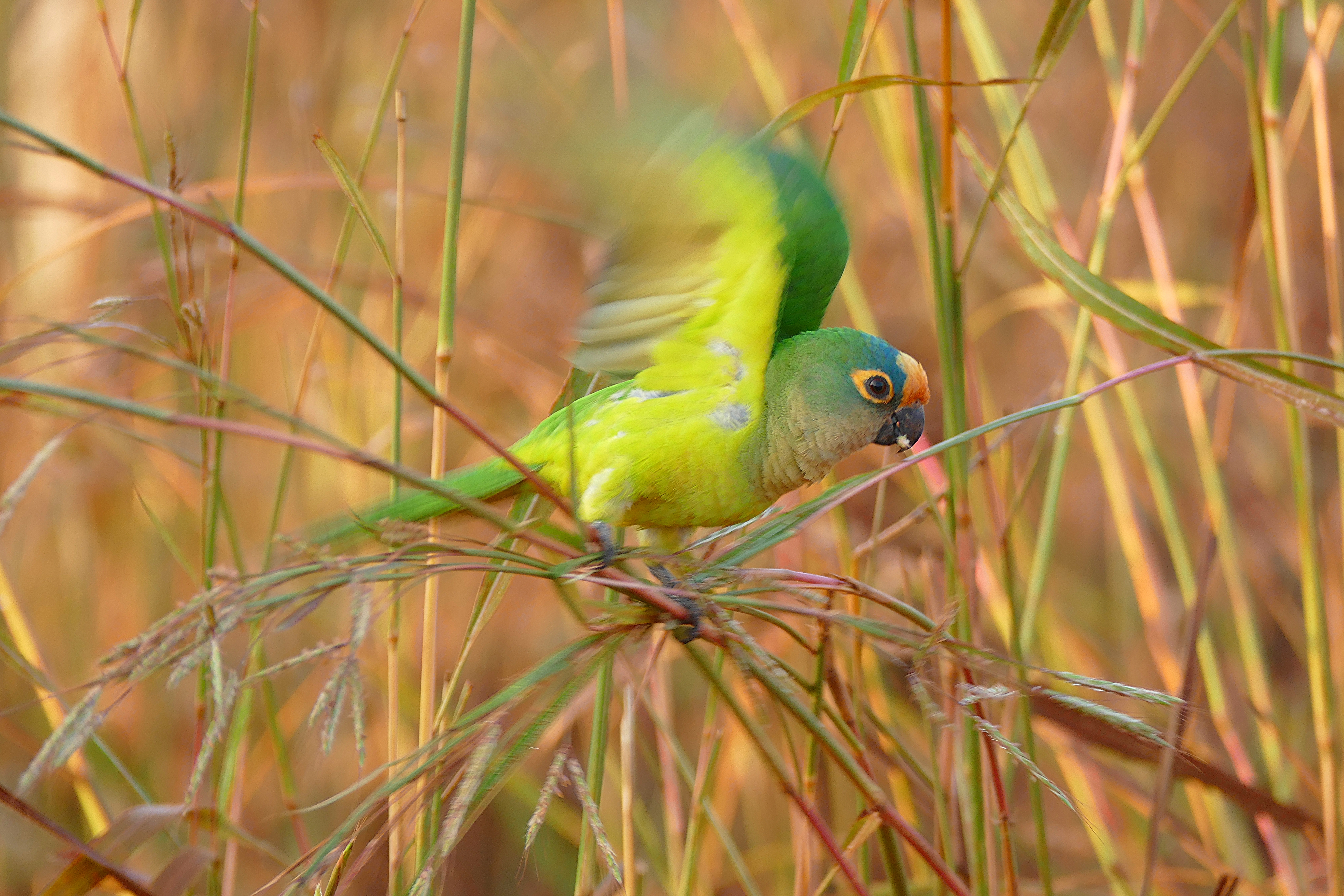
Бразильський аратинга

Довжина птаха становить 23-28 см, вага 75–95 г. Забарвлення переважно зелене. Лоб і передня частина тімені жовто-оранжеві, потилиця синя. Груди кремові, решта нижньої частини тіла жовтувато-зелена. Махові пера сині, блискучі, хвіст світло-зелений. Навколо очей жовтувато-оранжеві кільця. Дзьоб чорний, лапи сіруваті. Виду не притаманний статевий диморфізм. Молоді птахми мають менш яскраве забарвлення, навколо очей у них кільця сіруватої голої шкіри.

## Поширення і екологія
Бразильські аратинги мешкають в центральній і східній Бразилії, на крайньому півдні Суринаму, на крайньому південному сході Перу (Мадре-де-Дьйос), в Болівії, Парагваї і північній Аргентині. Вони живуть на узліссях вологих рівнинних тропічних лісів, в саванах серрадо, в пальмових гаях, парках і савах. Зустрічаються парами або невеликими зграйками по 4-8 птахів, іноді зграями по 20-30 птахів, переважно на висоті до 600 м над рівнем моря. В кладці від 2 до 5 білих яєць. Інкубаційний період триває 21-26 днів, пташенята покидають гніздо через 50 днів після вилуплення.